# Crónica de Ioánina
La Crónica de Ioánina (en griego: Χρονικό των Ιωαννίνων) es una crónica en prosa escrita en griego medieval sobre la historia de Ioánina durante el gobierno de Tomás Preljubović, el déspota serbio de Epiro, que se basó en Ioánina en la segunda mitad del siglo XIV.
La Crónica se atribuyó por primera vez a los monjes Proclo y Comneno y, por lo tanto, se conoció inicialmente como la Crónica de Proclo y Comneno. La Crónica tiene profundos prejuicios y es hostil contra Preljubović. Retrata a Preljubović como un tirano despiadado y despótico, mientras que su esposa María Ángelo Ducas Paleólogo es descrita con palabras más halagadoras.
La Crónica de Ioánina es una fuente invaluable de información sobre la historia de la región de Epiro durante la Baja Edad Media. Entre otra información, menciona un desembarco naval en el lago Pamvótida el 26 de febrero de 1379 por asaltantes albaneses, búlgaros y valacos.